# Killer Sounds
Killer Sounds es el tercer álbum de estudio de la banda inglesa de música indie Hard-Fi, lanzado el 19 de agosto de 2011.
El álbum (en parte grabado en Los Ángeles y en los estudios Cherry Lips), ha sido coproducido por su líder, Richard Archer, y cuenta con la ayuda de algunos nombres de prestigio, como lo son Stuart Price (trabajó para Madonna, New Order, The Killers, etc.), Gris Kurstin (trabajó con Lily Allen) y Alan Moulder (trabajó con Yeah Yeah Yeahs, The Killers).

## Antecedentes
Un pensador contemporáneo indicaba que una banda tiene toda su vida para preparar su primer álbum, pero poco menos de un año para grabar el segundo, y eso quizás explique lo sucedido con los Hard-Fi que tras el éxito obtenido con, Stars Of CCTV perdieron la magia, y por eso decidieron darse un tiempo para volver a editar un álbum.

## Lista de canciones
| N.º | Título              | Escritor(es)   | Duración |  |
| 1.  | «Good for Nothing»  | Richard Archer | 3:49     |  |
| 2.  | «Fire in the House» | Richard Archer | 4:12     |  |
| 3.  | «Give It Up»        | Richard Archer | 4:34     |  |
| 4.  | «Bring It On»       | Richard Archer | 3:59     |  |
| 5.  | «Feels Good»        | Richard Archer | 3:54     |  |
| 6.  | «Stop»              | Richard Archer | 3:43     |  |
| 7.  | «Stay Alive»        | Richard Archer | 3:43     |  |
| 8.  | «Excitement»        | Richard Archer | 3:36     |  |
| 9.  | «Love Song»         | Richard Archer | 3:12     |  |
| 10. | «Sweat»             | Richard Archer | 3:24     |  |
| 11. | «Killer Sounds»     | Richard Archer | 3:34     |  |